# Eastbourne Borough Football Club
Maillots
L'Eastbourne Borough Football Club est un club anglais de football basé à la ville de Eastbourne, Sussex de l'Est. Le club évolue en National League North (D6).

## Repères historiques
- 1964 : Fondation du club sous le nom de Langney Football Club[1].
- 1982 : Le club remporte la Eastbourne & Hastings League[1]
- 1983 : Le club devient membre de la Sussex County League[1],[2]
- 1987 : Le club remporte la Sussex County League Division Three[1]
- 1988 : Le club remporte la Sussex County League Division Two[3]
- 2000 : Le club remporte la Sussex County League Division One et monte en Southern League Eastern League[1],[4]
- 2003 : Le club est promu en Southern League Premier Division[5].
- 2004 : Le club est transféré en Conference South (D6) due à sa création[6].
- 2008 : Le club est promu en Football Conference (D5)[7],[8].
- 2011 : Le club est relégué en Conference South (D6)[9],[10].

## Palmarès
- Southern League Eastern Division
  - Champion : 2003

- Sussex County League Premier Division
  - Champion : 2000

- Sussex County League Division One
  - Champion : 1988

- Sussex County League Division Two
  - Champion : 1987

- Eastbourne & Hastings League Premier Division
  - Champion : 1982